# Thomas Wünsch (Historiker)
Thomas Wünsch (* 21. August 1962 in Landshut) ist ein deutscher Historiker.

Thomas Wünsch studierte von 1982 bis 1988 an der Universität Regensburg Geschichte, Romanistik, Philosophie und Slavistik. Bei Kurt Reindel und Horst Fuhrmann wurde er 1991 promoviert mit der Arbeit Spiritalis intellegentia. Zur allegorischen Bibelinterpretation des Petrus Damiani. Von 1991 bis 1994 war er als Historiker bei der Stiftung Haus Oberschlesien tätig. Anschließend arbeitete er von 1994 bis 1998 als wissenschaftlicher Assistent bei Alexander Patschovsky an der Universität Konstanz. Dort erfolgte 1997 die Habilitation mit einer Arbeit über Konziliarismus und Polen. In Konstanz war Wünsch als Hochschuldozent in der Zeit von 1998 bis 2003 für Allgemeine und Ostmitteleuropäische Geschichte des Mittelalters tätig. Seit 2003 lehrt Wünsch Neuere und Neueste Geschichte Osteuropas und seiner Kulturen an der Universität Passau. Er ist Mitglied der Historischen Kommission für Schlesien und seit 2004 Mitherausgeber der Zeitschrift für Ostmitteleuropa-Forschung. Von 1993 bis 1996 gab er das Oberschlesische Jahrbuch heraus.
Zu seinen Forschungsschwerpunkten zählen die parlamentarischen Formen in Kirche und Staat, religiöse Erinnerungsorte, der Adel in Schlesien, der Humanismus und die Renaissance im östlichen Europa und Ruthenien.

## Schriften (Auswahl)
Monografien
- Der weiße Adler. Die Geschichte Polens vom 10. Jahrhundert bis heute. Marix, Wiesbaden 2019, ISBN 978-3-7374-1116-5.
- Deutsche und Slawen im Mittelalter. Beziehungen zu Tschechen, Polen, Südslawen und Russen. Oldenbourg, München 2008, ISBN 978-3-486-58707-4.
- Konziliarismus und Polen. Personen, Politik und Programme aus Polen zur Verfassungsfrage der Kirche in der Zeit der mittelalterlichen Reformkonzilien. Schöningh, Paderborn u. a. 1998, ISBN 3-506-74727-4 (Zugleich: Konstanz, Universität, Habilitations-Schrift, 1997/98).
- Spiritalis intellegentia. Zur allegorischen Bibelinterpretation des Petrus Damiani (= Theorie und Forschung. Bd. 190). Roderer, Regensburg 1991, ISBN 3-89073-578-9 (Zugleich: Regensburg, Universität, Dissertation, 1991).

Herausgeberschaften
- Religion und Magie in Ostmitteleuropa. Spielräume theologischer Normierungsprozesse in Spätmittelalter und Früher Neuzeit (= Religions- und Kulturgeschichte in Ostmittel- und Südosteuropa. Bd. 8). Lit-Verlag, Berlin 2006, ISBN 3-8258-9273-5.
- Stadtgeschichte Oberschlesiens. Studien zur städtischen Entwicklung und Kultur einer ostmitteleuropäischen Region vom Mittelalter bis zum Vorabend der Industrialisierung (= Tagungsreihe der Stiftung Haus Oberschlesien. Bd. 5). Mann, Berlin 1995, ISBN 3-7861-1917-1.
- Reformation und Gegenreformation in Oberschlesien. Die Auswirkungen auf Politik, Kunst und Kultur im ostmitteleuropäischen Kontext (= Tagungsreihe der Stiftung Haus Oberschlesien. Bd. 3). Gebr. Mann, Berlin 1994, ISBN 3-7861-1829-9.